# Geoffroy de Ferrières de Sauveboeuf
Geoffroy de Ferrières de Sauveboeuf, né le 12 septembre 1912 à Olivet (Loiret) et mort le 22 janvier 2016 à Angers, est un militaire français.

## Biographie
Après avoir rejoint le Prytanée Militaire de La Flèche le 1er octobre 1929, il est reçu à Saint-Cyr le 12 septembre 1930 sous la promotion Joffre puis est engagé volontaire pour 8 ans. Il est affecté au groupe aérien régional numéro 553 à Strasbourg en octobre 1938. Breveté de pilote le 1er septembre 1939, il est affecté à l'État-major des Forces aériennes numéro 24 comme capitaine la même année. Il est ensuite affecté par message téléphone à différents rôles toujours dans l’armée française jusqu’à son départ en Afrique pour rejoindre les Forces aériennes de l’Afrique occidentale française le 4 septembre 1940. Il y restera jusqu’en 1943 où il part pour la Grande-Bretagne et rejoint les Forces aériennes françaises libres pour faire partie des Groupes lourds (bombardiers Halifax).
Capitaine navigateur, il est porté disparu après le crash de son avion en Allemagne le 17 janvier 1945. 
Il est fait prisonnier au camp de Nuremberg d'où il s’évade le 30 mars 1945 et rejoint les lignes alliées. Il y sera nommé commandant. Il rejoint le Centre de rassemblement aéronautique du personnel le 31 décembre 1947. Le 1er décembre 1955, il devient chef du 1er bureau de l’État Major de l'Armée de l’air. Le 9 décembre 1958, il est affecté à Washington au Pentagone pour mission spéciale (IHEDN– Stagiaire – participation Air au groupe permanent 31-117).
Le 23 octobre 1961, il est nommé au grade de général, sous-chef de l’État Major Inter-Armée et retourne en France. Il est envoyé en 1962 à Constantine pour assurer le départ des équipes françaises d’Algérie. Il sera nommé commandeur de l’Étoile Noire pour cela, car il fut le dernier officiel français à quitter la ville et s'assurera que les 4 cloches de la cathédrale (mémoires historiques) seront rapatriées en France.
Le 1er décembre 1963, il  est nommé directeur du Centre d’enseignement supérieur aérien et commandant de l’École supérieure de guerre aérienne. Atteint par la limite d’âge, il est mis en congé définitif le 12 septembre 1965.

## Famille
Geoffroy de Ferrières de Sauveboeuf se marie le vendredi 13 octobre 1939 à Saint-Florent-le-Vieil avec May de Renéville lors d'une courte permission, un mois et demi après le début de la Seconde Guerre mondiale. Ils ont eu 6 enfants par la suite.
Il meurt le 22 janvier 2016 à l’âge de 103 ans.
Il est enterré à Jarzé en Anjou (France).

## Décorations
- Commandeur de la Légion d’honneur (1963)
- Croix de guerre 1939-1945
- Commandeur de l'Ordre de l'Étoile noire (1963)
- Médaille commémorative 1939/45
- Médaille commémorative des opérations de sécurité et de maintien de l'ordre en AFN
- Distinguished Flying Cross avec 5 victoires aériennes homologues.

## États de Services
- 13 campagnes de guerres
- 1 captivité (1945)
- 1 évasion (1945)
- 43 missions extérieures